# Allen Woody
Douglas Allen Woody (ur. 3 października 1955 w Nashville w stanie Tennessee, zm. 26 sierpnia 2000 w Nowym Jorku) – amerykański gitarzysta basowy, członek zespołów takich jak m.in. The Artimus Pyle Band, The Allman Brothers Band, Gov't Mule.

## Życiorys
Urodził się i wychował w Nashville w stanie Tennessee (USA). Jako młody chłopak szybko nauczył się grać na mandolinie i gitarze basowej. Inspiracją dla niego byli przede wszystkim: Jack Bruce (Cream), Felix Pappalardi (Mountain) i Paul McCartney (The Beatles). Przez 8 lat pracował w sklepie muzycznym Gruhn Guitars w Nashville. 
Jako muzyk, pierwszy angaż dostał do zespołu Artimusa Pyle (The Artimus Pyle Band), byłego perkusisty Lynyrd Skynyrd.
W roku 1989 wspólnie z Warrenem Haynesem dołączył do reaktywowanego The Allman Brothers Band, po czym obaj w roku 1994, z perkusistą Mattem Abtsem, powołali do życia power trio Gov’t Mule.
19 sierpnia 2000 podczas Bayou Music Festival zagrał swój ostatni koncert. Tydzień później umarł w tajemniczych okolicznościach w pokoju hotelowym Marriott Hotel w Queens w Nowym Jorku. Później ustalono, że zmarł z powodu przedawkowania heroiny.
W swojej kolekcji miał ok. 450 gitar basowych, które po jego śmierci zostały sprzedane. 

### Albumy nagrane z The Allman Brothers Band
- Seven Turns, 1990
- Shades of Two Worlds, 1991
- An Evening With the Allman Brothers Band, First Set, 1992
- Where It All Begins, 1994
- An Evening With the Allman Brothers Band, Second Set, 1995

### Albumy nagrane z Gov't Mule
- Gov't Mule, 1995
- Live From Roseland Ballroom, 1996
- Dose, 1998
- Live ... With A Little Help From Our Friends, 1999
- Life Before Insanity, 2000
- Mulennium, 2010 (zarejestrowana w Sylwester Milenijny 31/12/1999)